# Jean-Claude Requier
Pour les articles homonymes, voir Requier.
Jean-Claude Requier, né le 4 octobre 1947 à Martel (Lot), est un homme politique français.

## Biographie
Enseignant, membre du Parti radical de gauche (PRG), Jean-Claude Requier est maire de Martel de 1986 à 2014, conseiller général pour le canton de Martel de 1985 à 2015 et conseiller régional de Midi-Pyrénées de 1988 à 2001. Il est également président de la Fédération départementale d’énergies du Lot (FDEL) à partir de 1995.
Il est élu sénateur du Lot en 2011 et réélu au premier tour en 2017.
Pour l'élection présidentielle 2017, il parraine le candidat d’En marche, Emmanuel Macron. Il rejoint ensuite le Mouvement radical.
En 2022, par l'intermédiaire d'une question au gouvernement, il critique vivement la mise en place du forfait patient urgences en soulignant le fait que « près de 3 millions de personnes sont dépourvues de complémentaire santé ».